# Herpetocypris pattersoni
Herpetocypris pattersoni är en kräftdjursart som beskrevs av Tressler 1954. Herpetocypris pattersoni ingår i släktet Herpetocypris och familjen Cyprididae. Inga underarter finns listade i Catalogue of Life.